# Faccia come il cuore
Faccia come il cuore è un brano musicale interpretato dal duo Due di Picche, primo singolo estratto dall'album C'eravamo tanto odiati.

## Descrizione
Faccia come il cuore è stata scritta ed arrangiata da J-Ax (sotto lo pseudonimo di Willy di Picche) e Neffa (sotto lo pseudonimo di Johnny di Picche). Il pezzo, tipicamente pop rap, prende in giro con sarcasmo la politica e la società italiana, in cui nessuno ha «voglia di sentire parlare di problemi», giocando sul doppio senso tra la locuzione "faccia come il cuore" e quella più popolare e ben più usata "faccia come il culo".
Il singolo, che rappresenta la prima collaborazione tra i due artisti, è stato presentato in anteprima durante i TRL Awards, l'8 maggio 2010.

## Video musicale
Il videoclip, prodotto per Faccia come il cuore, è stato diretto dal regista Gaetano Morbioli ed è stato inserito come traccia video nell'album C'eravamo tanto odiati, da cui il brano è estratto.

## Tracce
1. Faccia come il cuore – 3:50

## Classifiche
| Classifica (2010) | Posizione massima |
| ----------------- | ----------------- |
| Italia            | 31                |